# 桢林县
桢林县，中国古县名。
西汉置桢林县，治所在今内蒙古自治区准格尔旗西南。属上郡。王莽新朝时，桢林县改为桢幹县。桢林县是上郡二十三县之一，位于上郡在东北处，与西河郡相邻。东汉末废桢林县。